# Leichtathletik-Halleneuropameisterschaften 2017/Teilnehmer (Estland)
| Gelbes Symbol für Goldmedaillen mit stilisierten Olympischen Ringen | Graues Symbol für Silbermedaillen mit stilisierten Olympischen Ringen | Braundes Symbol für Bronzemedaillen mit stilisierten Olympischen Ringen |
| ------------------------------------------------------------------- | --------------------------------------------------------------------- | ----------------------------------------------------------------------- |
| —                                                                   | —                                                                     | —                                                                       |

Aus Estland starteten drei Athletinnen und drei Athleten bei den Leichtathletik-Halleneuropameisterschaften 2017 in Belgrad.
Der estnische Leichtathletikverband Eesti Kergejõustikuliit (EKJL) gab am 22. Februar die 6-köpfige Mannschaft bekannt.

## Ergebnisse

### Frauen

#### Sprung/Wurf
| Athletin        | Disziplin   | Qualifikation | Qualifikation | Finale             | Finale             |
| Athletin        | Disziplin   | Weite         | Platz         | Weite              | Platz              |
| --------------- | ----------- | ------------- | ------------- | ------------------ | ------------------ |
| Ksenija Balta   | Weitsprung  | 6,67 m        | 6             | 6,79 m SB          | 5                  |
| Merilyn Uudmäe  | Dreisprung  | 13,55 m PB    | 14            | nicht qualifiziert | nicht qualifiziert |
| Kätlin Piirimäe | Kugelstoßen | 16,29 m SB    | 16            | nicht qualifiziert | nicht qualifiziert |

### Männer

#### Sprung/Wurf
| Athlet         | Disziplin  | Qualifikation | Qualifikation | Finale             | Finale             |
| Athlet         | Disziplin  | Weite         | Platz         | Weite              | Platz              |
| -------------- | ---------- | ------------- | ------------- | ------------------ | ------------------ |
| Henrik Kutberg | Weitsprung | 7,49 m        | 17            | nicht qualifiziert | nicht qualifiziert |

#### Siebenkampf
| Athlet             | Disziplin | 60 m   | Weitsprung | Kugelstoßen | Hochsprung | 60 m Hürden | Stabhochsprung | 1000 m      | Punkte | Platz |
| ------------------ | --------- | ------ | ---------- | ----------- | ---------- | ----------- | -------------- | ----------- | ------ | ----- |
| Kristjan Rosenberg | Ergebnis  | 7,04 s | 7,06 m     | 14,08 m PB  | 2,13 m     | 8,50 s      | 5,00 m PB      | 2:54,25 min | 5846   | 11    |
| Kristjan Rosenberg | Punkte    | 868    | 828        | 733         | 925        | 860         | 910            | 722         | 5846   | 11    |
| Maicel Uibo        | Ergebnis  | 7,35 s | NM         | DNS         | DNS        | DNS         | DNS            | DNS         | DNF    | –     |
| Maicel Uibo        | Punkte    | 762    | 0          | –           | –          | –           | –              | –           | DNF    | –     |